# ابراهیم طیبی
ابراهیم طیبی (۱۸۰۶–۱۸۶۷) شاعر، ادیب و فقیه امامی لبنانی در سدهٔ سیزدهم هجری/نوزدهم میلادی بود. از اهالی روستای الطَّیبه در جبل عامل بود. ۲۷ سال ساکن نجف بود و آنجا درس خواند. منظومهٔ شعری ۱۵۰۰بیتی در فقه دارد. شعر او بسیار و عالی‌طبقه وصف شده است.